# Parafia św. Katarzyny w Goleniowie
Parafia pod wezwaniem św. Katarzyny w Goleniowie – parafia należąca do dekanatu Goleniów, archidiecezji szczecińsko-kamieńskiej, metropolii szczecińsko-kamieńskiej. Jedna z parafii rzymskokatolickich w Goleniowie. Jest najstarszą parafią w mieście. Kościół parafialny pw. św. Katarzyny został wybudowany w stylu gotyckim w XIV wieku, zniszczony w 1945, odbudowany w latach 1957–1959. Mieści się przy ulicy Jana Pawła II.

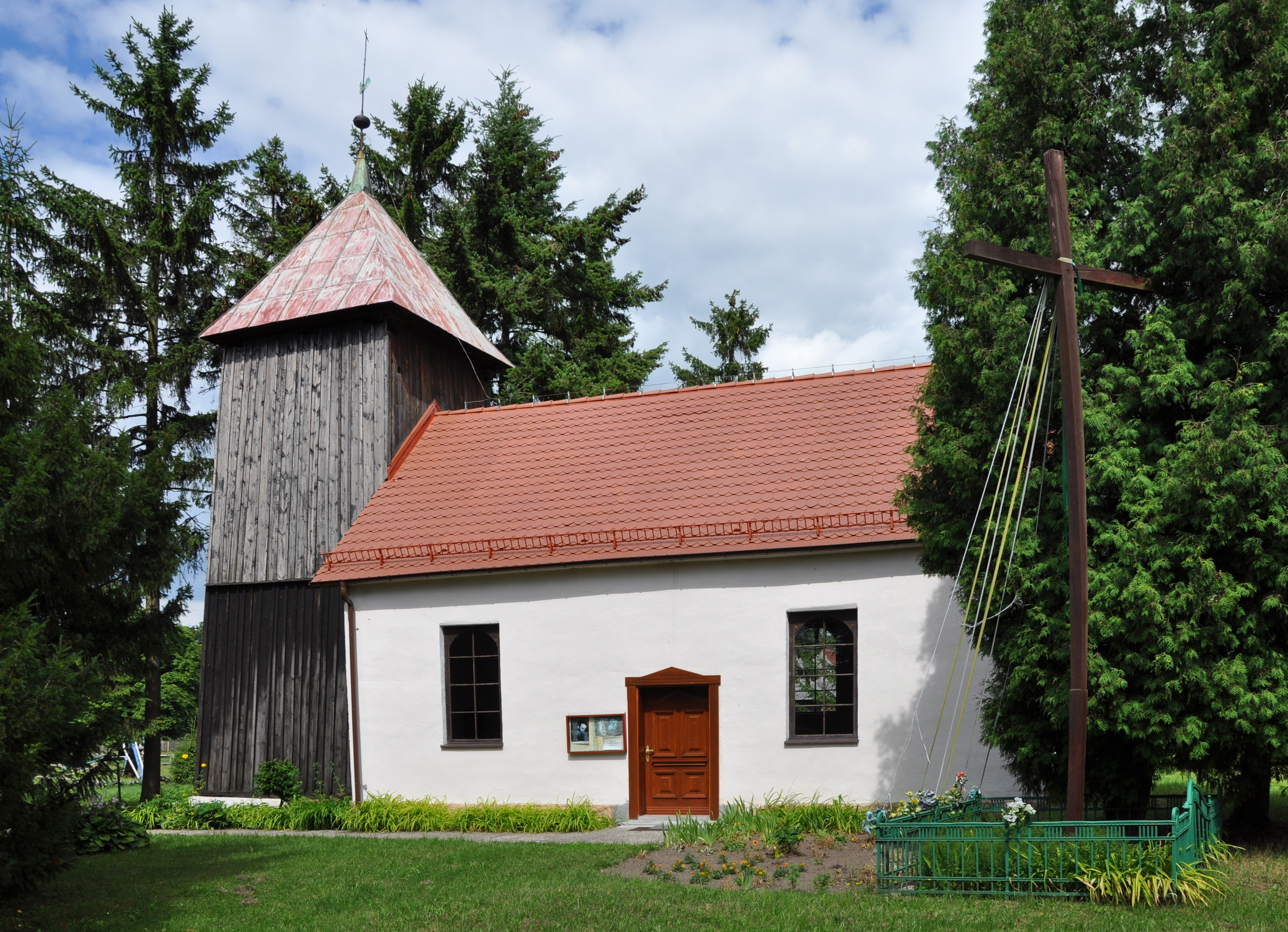
Kościół filialny w Glewicach